# Monumento à Paz Mundial
O Monumento à Paz Mundial é uma obra de autoria do artista plástico Siron Franco localizada no interior do Bosque dos Buritis, no Setor Oeste, em Goiânia, no estado de Goiás, no Brasil. O monumento celebra a possibilidade de união de todos os povos em torno de um projeto de paz. Além disso, também lembra o primeiro ano de aniversário do acidente com o césio-137 em Goiânia, o pior acidente radiológico do mundo. Concluída em 1988, a obra foi construída sob encomenda da Comunidade Internacional Bahá'í, uma organização não governamental ligada à Fé Bahá'í. Em 1992, por ocasião da ECO-92, foi inaugurada, na praça 22 de Abril, no Centro do Rio de Janeiro, uma réplica do monumento.

## A obra
A obra, de cinco metros de altura, foi concebida pelo artista plástico a pedido da Comunidade Bahá'í e doada por esta ao município de Goiânia. Foi feita com cimento e pesa cerca de cinquenta toneladas. Possui o formato de uma ampulheta (numa alusão à necessidade urgente de se alcançar a paz mundial) e, em sua parte central, existem vários compartimentos de vidro, separados por faixas verticais nas cores amarela, azul, branca, verde e vermelha, contendo amostras de terra dos cinco continentes. Um compartimento maior contém amostras de todos os continentes misturadas. A ampulheta traz, consigo, a seguinte citação de Bahá'u'lláh: "A Terra é um só país, e os seres humanos, seus cidadãos".

## História
A Comunidade Bahá'í de Goiânia, por ocasião do Ano Internacional da Paz, em 1986, durante o I Simpósio Nacional da Paz na Era Nuclear, realizado em setembro daquele ano no Castro's Park Hotel, lançou a fundação do Monumento à Paz Mundial no Dia Internacional da Paz (na época, era a terceira terça-feira do mês de setembro, conforme instituído pela Organização das Nações Unidas). A obra ficou pronta em 1988, por ocasião do II Simpósio Nacional da Paz na Era Nuclear. Desde então, a Comunidade Bahá'í vem realizando, anualmente, a celebração dessa data através de cerimônia de depósito de terras, cujas amostras são solicitadas às embaixadas e representações diplomáticas dos países no Brasil, que têm atendido e enviado amostras de seus solos colhidas nos países de origem, as quais, no Dia Internacional da Paz, são depositadas dentro do monumento. Assim, hoje, o monumento detém, em depósito, 101 amostras de solos de diferentes países.
Em Goiânia, a celebração do Dia Internacional da Paz faz parte das comemorações realizadas durante a Semana Bahá'í de Goiânia, oficialmente reconhecida por ato do poder executivo municipal através do Decreto nº 534, de 17 de setembro de 1984, que instituiu os dias 15 a 21 de setembro de cada ano como Semana Bahá'í de Goiânia. Atualmente, as Nações Unidas fixaram o Dia Internacional da Paz como sendo o dia 21 de setembro de cada ano.
À época de sua inauguração, em 20 de setembro de 1988, o monumento continha terra de doze países: Argélia, Austrália, Brasil, Estados Unidos, Gana, Holanda, Hungria, Israel, Portugal, Suíça, União Soviética, Uruguai. A inauguração da obra marcou o primeiro aniversário do acidente com césio-137 na cidade, o pior acidente radiológico do mundo.
Um ano após sua inauguração, em 1989, foi adicionada a terra de outros quatro países: Bulgária, Senegal, Suriname e Tchecoslováquia. Até hoje, ainda é adicionada terra de outros países no monumento. Do Japão, veio um punhado de areia com grãos em formato de estrela. Todo ano, quatro países enviam suas amostras de terra. A cerimônia de adesão acontece no Dia Mundial do Meio Ambiente, quando crianças vestidas com trajes típicos dos países depositam a terra no monumento.